# Melissa Molinaro
Pour les articles homonymes, voir Molinaro.
Melissa Molinaro (Melissa Ann Smith), née le 4 juin 1982 à Toronto en Ontario est une actrice et une chanteuse canadienne.

## Filmographie

### Cinéma
- 2002 : Journey of Redemption de Mark Harwell : Ashley Anderson
- 2002 : Crimes et Pouvoir de Carl Franklin : petite amie d'un soldat
- 2003 : Destiny's Child de Devon Greggory : Danielle
- 2004 : The Hillz de Saran Barnun : Mélissa
- 2006 : Balance (court métrage) de Trent Moran : une victime
- 2009 : Commando d'élite de Dolph Lundgren : Venus
- 2011 : Balls to the Wall de Penelope Spheeris : Melissa
- 2011 : Dance Battle: Honey 2 de Bille Woodruff : Carla
- 2015 : Street de Bradford May : Nikki

### Télévision
- 2002 : Prep : Britney
- 2003 : Parents à tout prix (saison 3, épisode 5): une Majorette
- 2004 : Happy Family (saison 1, épisode 15): une Hôtesse
- 2004 : Les Feux de l'amour (saison 1, épisodes 7835, 7836 & 7862): JT's Love Interest
- 2006 : Rodney (saison 2, épisode 14): Danseuse
- 2006 : The search for the new pussycat dolls (Téléréalité): demi finale
- 2009 : Brothers (saison 1, épisode 9): une Fille
- 2010 : How I Met Your Mother (saison 6, épisode 12): Noelle
- 2012 : Jersey Shore Shark Attack : Nooki
- 2013-2014 :  Hit the Floor : Lexi

## Discographie

### Albums
- Album sans titre

### Albums de compilation
| Year | Album             | Compilation Tracks |
| ---- | ----------------- | ------------------ |
| 2008 | Soul By The Pound | Lost In Love       |

### Singles
| Année | Titre          | Album             | Position | Position |
| Année | Titre          | Album             | U.S.     |          |
| ----- | -------------- | ----------------- | -------- | -------- |
| 2008  | "I Believed"   | Album non-titré   | N/A      |          |
| 2008  | "Lost In Love" | Soul By The Pound | N/A      |          |
| 2011  | "Dance Floor"  |                   | N/A      |          |

### Autres chansons
- The One
- So Hot
- Maybe
- Exposed
- Not That Simple
- Pills
- Farenheit